# Пашка, Мирела
Мирела Ана Пашка (родилась 19 февраля 1975 года в Бая-Маре, Румыния) — румынская гимнастка. Серебряный призёр Олимпийских игр 1992 года в Барселоне и бронзовый призёр чемпионата мира в командных соревнованиях. Бронзовый призёр чемпионата мира в соревнованиях на брусьях и чемпион Европы в соревнованиях на брусьях.

## Биография
Мирела начала заниматься гимнастикой в возрасте 5 лет в спортивном клубе Бая-Маре (Baia-Mare Sport Club) под руководством тренеров Адриана и Нелу Поп (тренировал также французскую гимнастку Людивин Фюрнон).
В 1990 году её приняли в национальную сборную Румынии. В том же году она принимала участие в соревнованиях на чемпионате Европы по спортивной гимнастике в Афинах, Греция.
Оставив спорт, она училась на факультете физического воспитания и спорта Бухарестского экологического университета.
В 1997 году уехала на работу тренером спортивного клуба Real Grupo de Cultura Covadonga в город Хихон, Испания.
В 2006 году она вернулась в Румынию, чтобы открыть там свой фитнес клуб.

## Спортивные достижения
Золотая медаль чемпионата Европы 1990 года в соревнованиях на брусьях.
В 1991 году на 26-м чемпионате мира по спортивной гимнастике в Индианаполисе, США она выиграла бронзу в командных соревнованиях. Через год она завоевала бронзовую медаль в соревнованиях на брусьях на чемпионате мира в Париже.
Мирела Paшка, вместе со спортсменами Лавинией Милошовичи, Джина Годжан, Кристина Бонташ, Ванда Хадарян и Мария Neculiţă была членом румынской команды на летних Олимпийских играх 1992 в Барселоне, Испания. Там она завоевала серебряную медаль в командных соревнованиях.

## Выступление на Олимпийских играх
| Олимпиада      | Дисциплина          | Место              |
| -------------- | ------------------- | ------------------ |
| Барселона 1992 | личный зачет        | 19 (квалификация)  |
| Барселона 1992 | командный зачет     | 2                  |
| Барселона 1992 | вольные упражнения  | 19T (квалификация) |
| Барселона 1992 | опорный прыжок      | 17T (квалификация) |
| Барселона 1992 | разновысокие брусья | 4T                 |
| Барселона 1992 | конь                | 34 (квалификация)  |